# ベトナミゼーション
ベトナミゼーション、ベトナマイゼーション（英語: Vietnamization）
1. 通常は、制度や風習などをベトナムのようにする行為を指す。歴史的には18世紀のメコンデルタにおける南進の影響など。
2. 外交政策では、ベトナム戦争の最中にリチャード・ニクソン米国大統領が計画した、ベトナムからの撤退戦略を指す。つまりアメリカ軍など外国の軍隊は手を引いて、戦争を北ベトナム対南ベトナム、ベトナム人どうしのものにするという意味合いである。本項目ではこれについて述べる。

## 概要
ベトナミゼーション（英語：Vietnamization、ベトナム化政策）は、ベトナム戦争の際にリチャード・ニクソン政権がとった「南ベトナム軍を拡大、装備、訓練し、彼らにますます多くの戦闘役割を割り当て、アメリカ合衆国の戦闘兵力を着実に削減する」というプログラムを通じて、ベトナム戦争からのアメリカ合衆国の関与を縮小・終結させるアメリカ合衆国の外交政策。
ベトコンによるテト攻勢を受けて導入されたこの政策は、地上戦闘の役割に特に焦点を当てたアメリカ軍の地上戦闘兵力の縮小を指していたが、アメリカ空軍による攻撃や、アメリカ合衆国の外国軍事援助機関の政策に従った南ベトナムへの支援を否定するものではなかった。アメリカ合衆国市民の政府不信はテト攻勢後にとくに高まり、ソンミ村虐殺事件（米兵による民間人虐殺）報道（1968年）、カンボジア侵攻（1970年）、ペンタゴン文書の漏洩事件（1971年）といった出来事でさらに悪化した。

## 経緯
1968年にパリ和平会談が開始されたが、結論はここでは出なかった。1969年1月28日に開かれた国家安全保障会議で、南ベトナム軍事援助司令部の指揮官クレイトン・エイブラムス大将の副官アンドリュー・グッドパスター大将は、ベトナム共和国軍（ARVN）が着実に強化されており、戦争を「非アメリカ化」できる時点が近づいていると述べた。メルビン・レアード国防長官は同意したが、表現には同意せず「必要なのは『ベトナム化（ベトナミゼーション）』といった表現で、正しい問題に焦点を当てることだ」と言った。1969年に就任したリチャード・ニクソン大統領はすぐにレアードの言葉を気に入った。
ベトナム化政策は「ニクソン・ドクトリン」を発表したニクソン政権の広範なデタント政策の一環であり、アメリカ合衆国はもはや共産主義の封じ込めを基本戦略として見なさず、ニクソンと彼の主要顧問ヘンリー・キッシンジャーにより広範な社会構造と世界の大国に焦点を当てた協力的な世界秩序を目指した。ニクソンはキッシンジャーに、ソビエト連邦の政治家アナトリー・ドブリニンとの外交交渉を命じた。また、ニクソンは中華人民共和国との閣僚級の接触を開始した。アメリカ合衆国とソビエト連邦、中華人民共和国との関係は、南ベトナムよりも高い優先順位とされた。
ニクソンはベトナム化には二つの要素があるとした。第一は「南ベトナムの軍隊を人数、装備、指導力、戦闘技術の面で強化すること」、第二は「南ベトナムにおける平和化プログラム（すなわち民間への軍事援助）の拡大」である。第一の目標を達成するために、アメリカ合衆国のヘリコプターが支援飛行を行うことになったが、ヘリコプター作戦は地上作戦の一部であるため、アメリカ軍の人員を巻き込むことは出来ない。そのため、ARVNの選抜人員がアメリカ合衆国のヘリコプター訓練学校に入所し、作戦を引き継ぐ訓練を受けた。デイヴ・パーマー中将によると、ARVNの選抜人員がアメリカ合衆国のヘリコプター訓練学校で資格を得るためには、まず英語を学ぶ必要があり加えて数ヶ月にわたる訓練と現場での実践を経て、ARVN出実践力を保持するようになるのに少なくとも2年はかかるとした。パーマーは「時間と資源があれば第一の要素が達成可能であるとの意見には異論はないが、第二の要素である平和化は本質的な課題を提示している...それは政府が常に積極的に寛大な行動をすべきだった地域での政府の寛大なアクションが必要で、特にベトナム化政策が機能するためにはその両方が必要だった」と言っていた。
1970年からその翌年にかけてアメリカ合衆国はカンボジアやラオスにも軍事侵攻し、戦況を更に悪化させていった。1973年に米越間でパリ協定調印、3月29日に撤退が完了し、アメリカ合衆国にとってのベトナム戦争はこれで終了した。その後は停戦協定を無視し北ベトナムが南への侵攻を加速、ニクソン大統領がウォーターゲート事件で辞任する中、1975年にサイゴンが陥落し、その翌年7月2日にベトナムは再統一された。
ベトナミゼーション（ベトナム化）政策は順調に実行に移されたにもかかわらず、最終的には、強化されたARVN軍と縮小したアメリカ軍および同盟国の勢力では、サイゴン陥落とその後の南北ベトナムの統一によるベトナム社会主義共和国の創設を防ぐことができなかったと言う点では失敗だったとされた。